# Taubensteinhaus
Das Taubensteinhaus ist eine Schutzhütte der Kategorie II der Sektion München des Deutschen Alpenvereins (DAV). Das Taubensteinhaus liegt auf 1576 m ü. NHN in den Schlierseer Bergen im Mangfallgebirge (Bayerische Voralpen) nordöstlich unterhalb des Taubensteins im westlichen Gemeindegebiet von Bayrischzell.

## Geschichte
Das Taubensteinhaus wurde 1936 von der Wehrmacht als Offiziersheim über dem Spitzingsee errichtet. Nachdem es über lange Zeit vom militärisch geprägten Bergsportverein gepachtet war, übernahm 1965 die Sektion Bergbund München das Haus. In den nächsten Jahrzehnten folgten diverse kleinere Um- und Anbauten. Eine größere Sanierung war aufgrund der begrenzten Mittel der kleinen Sektion in dieser Zeit nicht möglich.
Bei einer Ausschreibung zum Verkauf innerhalb des Deutschen Alpenvereins im Jahr 2020 meldete sich die Sektion München als einziger Interessent. Nach langwierigen Verhandlungen und Pächtersuche wurde das Haus im Februar 2022 offiziell von der Sektion München übernommen.
Seit Juni 2022 ist die Hütte wieder geöffnet.

## Aufstieg
Der Aufstieg erfolgt in der Regel vom Spitzingsee aus, grob entlang des Liftes der Taubensteinbahn oder entlang der Hänge des Jägerkamp vom Spitzingsattel aus. In der Sommersaison besteht auch die Möglichkeit, das Taubensteinhaus von Geitau aus auf dem ca. 8 km langen Forstweg zu erreichen.

## Touren

### Gipfelbesteigungen
Vom Taubensteinhaus sind folgende Gipfel auf einfachen Wegen erreichbar:
- Taubenstein
- Hochmiesing
- Aiplspitz
- Rauhkopf
- Lämpersberg

### Übergänge zu Nachbarhütten
- Schönfeldhütte
- Rotwandhaus
- Albert-Link-Hütte